# Trichoferus magnanii
Trichoferus magnanii är en skalbaggsart som beskrevs av Gianfranco Sama 1992. Trichoferus magnanii ingår i släktet Trichoferus och familjen långhorningar. Inga underarter finns listade i Catalogue of Life.